# Браун, Скутер
Скотт Сэмюель «Скутер» Браун (англ. Scott Samuel "Scooter" Braun; род. 18 июня 1981 года в Нью-Йорке, США) — американский предприниматель, музыкальный менеджер и исполнительный продюсер, инвестор и благотворитель.
Будучи основателем медиакомпании «SB Projects», Браун выступает представителем Джастина Бибера, Арианы Гранде, Мартина Гаррикса, Psy, Карли Рэй Джепсен, Деми Ловато, Dan + Shay, Zac Brown Band, Канье Уэста, Тори Келли и многих других исполнителей.
В 2016 году его номинировали на «Грэмми». Кроме того, Браун вместе с голливудским продюсером Дэвидом Майселом является сооснователем киностудии «Mythos Studios», специализирующейся на фильмах по мотивам комиксов.
В 2013 году Браун попал в Time 100 — список наиболее влиятельных людей мира по версии журнала Time. 
В 2018 году Браун участвовал в организации Марша за наши жизни — студенческой демонстрации в поддержку закона об ужесточении контроля за стрелковым оружием, которая по версии газеты «USA Today» стала крупнейшей однодневной акцией протеста в истории Вашингтона, округ Колумбия.

## Личная жизнь
Браун родился в Нью-Йорке в консервативной иудейской семье Ирвина и Сьюзан (урожденной Шлюссель) Браунов. 
Родители Ирвина чудом избежали Холокоста и до 1956 года жили в Венгрии. 
Они прилетели в США незадолго до вторжения СССР с целью подавления Венгерской революции. 
Ирвин вырос в Куинсе и стал стоматологом; Сьюзан Шлюссель Браун работала ортодонтом. 
После свадьбы пара обосновалась в Гринвиче, Коннектикут.
В семье Браунов помимо Сэмюеля ещё четверо детей: Лайза, Корнелио, Сэм и Адам. 
Адам Браун — основатель «Pencils of Promise», благотворительной организации, которая строит школы в развивающихся странах.
Браун вырос в Кос Коб (Коннектикут) и ходил в среднюю школу Гринвича, где был старостой класса. В возрасте с 13 по 18 лет он занимался баскетболом, и его команда «Connecticut Flame» входила в Спортивно-любительский союз. Когда Брауну было 17 лет, его родители усыновили Сэма Махангу и Корнелио Джубунду, бывших игроков сборной Мозамбика среди юниоров. Поскольку на тот момент существовавшую спортивную программу по баскетболу практически полностью свернули, Ирвин Браун привлек сыновей к участию в отборе на Матч всех звезд. Маханга и Джубунда стали фаворитами баскетбольной команды средней школы Гринвича, несмотря на хеклинг со стороны фанатов — опыт, который нелегко дался семейству Браунов. Учась в средней школе Гринвича, Браун подал свою работу на конкурс документального видео «National History Day». Его 10-минутный ролик под названием «Венгерский конфликт» был посвящен жизни венгерских евреев перед, во время и после Холокоста. Фильм победил на региональном этапе, на конкурсе штата и в итоге занял третье место. Один из членов семьи Браунов отправил его в офис Стивена Спилберга, а тот, в свою очередь, отправил видео Браунов в Мемориальный музей Холокоста (США). Браун назвал одобрение Спилберга одним из самых вдохновляющих моментов в своей жизни.
Браун ходил в Университет Эмори (Атланта) и до второго курса играл за баскетбольную команду колледжа. После того как Джермейн Дюпри пригласил Брауна возглавить маркетинговый отдел своего лейбла «So So Def», тот, как известно, бросил учебу в университете, так и не получив степень.
В 2013 году Браун начал встречаться Яэль Коэн — активисткой в сфере здравоохранения, благотворителем и основательницей «Fuck Cancer». 
Пара заключила брак 6 июля 2014 году в Уистлере (Британская Колумбия). 
Шестого февраля 2015 года в Лос-Анджелесе родился их первый ребенок — Джаггер Джозеф Браун. 
Второй ребенок пары, Леви Магнус Браун, появился на свет 29 ноября 2016 года. 
Первого декабря 2018 года родилась дочь, Харт Вайолет. 
Семья проживает в Лос-Анджелесе.

## Карьера

### Музыка
Во время учебы в Университете Эмори Браун начал работать организатором вечеринок. 
В 2002 году Браун получил работу организатора вечеринок в каждом из пяти городов, где проходил Тур по управлению гневом при участии Ludacris и Эминема. 
Погружение в мир хип-хопа привело Брауна к продюсеру Джермейну Дюпри, директору «So So Def Records». Брауну было 19 лет, когда Дюпри пригласил его в маркетинговый отдел «So So Def», и всего двадцать, когда Дюпри назначил его исполнительным директором «So So Def» по маркетингу. 
Учась на втором курсе, Браун уже работал в «So So Def» и руководил собственным бизнесом по организации вечеринок. 
Крупнейшие мероприятия с вечеринками, которые он организовал: Матч всех звёзд НБА 2003 года и вечеринки во время концертного тура The Onyx Hotel Tour Бритни Спирс.
Браун покинул «So So Def», чтобы организовать частную венчурную компанию, работающую по таким направлениям, как маркетинговый бизнес, управление музыкальным лейблом и продюсирование исполнителей. Он начал собственный бизнес в сфере маркетинга, выступив посредником при заключении сделки на 12 миллионов долларов между Ludacris и Pontiac: в видеоклипе на песню Ludacris «Two Miles an Hour» используется автомобиль Pontiac, а песня Ludacris в свою очередь, используется в рекламе компании «Pontiac».
Браун впервые заметил Джастина Бибера, когда 12-летний Джастин исполнял на YouTube песню Ни-Йо. Браун связался с его матерью, Пэтти Маллетт, и она согласилась привезти сына в Атланту на испытательный срок без каких-либо обязательств. Со временем Браун убедил их переехать из Канады в США. После успешного старта в интернете Браун направил Бибера к двум известным исполнителям — Ашеру и Джастину Тимберлейку; оба были заинтересованы в работе с Бибером. В конечном итоге наставник Ашера, музыкальный продюсер Эл-Эй Рид, убедил Бибера подписать контракт с The Island Def Jam Music Group при партнерстве с Raymond-Braun Media Group.

#### SB Projects
В 2007 году Браун основал «SB Projects» — медиакомпанию полного цикла услуг, состоящую из ряда венчурных компаний, таких как звукозаписывающая «Schoolboy Records», продюсерская «SB Management» и издательская «Sheba Publishing». 
В группу также вошла «RBMG» — совместная венчурная компания Брауна и Ашера. Компания School Boy Records заключила соглашение на распространение музыкальной продукции с «Universal Music Group». 
В начале 2013 года Скутер Браун стал менеджером Арианы Гранде, а в 2016 году лейбл Гранде — «Republic Records»— подтвердил, что Браун был ее главным менеджером и руководил всеми аспектами её карьеры. 
«SB Ventures» также проводит телевизионные кампании, занимается продвижением брендов, сделками по музыкальному лицензированию и спонсированием туров, в частности тура Джастина Бибера в поддержку «Calvin Klein» в рамках «Purpose World Tour» 2016-2017 годов. 
Кроме того, компания выступила посредником при заключении партнерского соглашения на выпуск линии кроссовок между Канье Уэстом и «Adidas».
Отделение «Ithaca Holdings» инвестирует в маленькие независимые рекорд-компании.

### Кино и телевидение
Браун выступил продюсером «Никогда не говори никогда» — документального фильма про Джастина Бибера, который телеканал MTV в 2011 году назвал «одним из документальных фильмов о музыке с крупнейшими за всю историю кассовыми сборами». 
Бюджет фильма составил 13 миллионов долларов, а кассовые сборы по всему миру — более 100 миллионов долларов, что сделало его самым успешным на тот момент документальным фильмом. 
Кроме того, Браун стал исполнительным продюсером сериала «Скорпион» на канале «CBS». 
Сериал шел четыре сезона и в 2014 году собрал на премьеру 26 миллионов зрителей.
Одним из самых популярных его проектов стал саундтрек к фильму «Посвящённый».
В 2018 году издание Variety сообщило, что студия «FX» заказала Брауну пилотную серию комедии, в которой сыграют Кевин Харт и рэпер Lil Dicky.
По данным «Fortune», компания «Ithaca Ventures» владеет акциями 7 крупнейших музыкально-продюсерских компаний в стране. Средства массовой информации сообщают, что компания «Ithaca Ventures», управляющая 500 миллионами долларов (на 2018 год), поддержит «GoodStory Entertainment», совместный проект Брауна и исполнительного продюсера Дж. Д. Рота по приобретению прав на запись «живых» мероприятий, прямых эфиров и документальных съёмок.

### Инвестирование
Скутер является инвестором через «Silent Labs» на ранних этапах в 18 компаний: «Songza», «Sojo Studios», «Viddy», «Tinychat», «GifBoom» и «Pinterest».
По данным канала CNBC, Браун инвестировал в целый ряд стартапов, среди которых Uber, Lyft, Spotify, Dropbox, Grab и Casper.
Холдинговая компания Брауна «Ithaca Ventures» в 2010 году собрала 120 миллионов долларов венчурного капитала для инвестирования в «Uber», «Spotify» и «Editorialist».

### Mythos Studios
В 2018 газета The New York Times сообщила, что Браун вместе с Дэвидом Майселом, председателем-учредителем «Marvel Studios», создали киностудию «Mythos Studios» для выпуска художественных и анимированных фильмов по франшизе по мотивам комиксов.

### Награды
Браун появился на обложке специального выпуска «Forty Under Forty» журнала «Billboard» от 11 августа 2012 года, вышедшего под заголовком «Скутер Браун и другие успешные и влиятельные». В 2013 году Браун вошел в рейтинг «Time 100». 
20 апреля 2013 года он во второй раз появился на обложке «Billboard» рядом с Гаем Озери и Троем Картером. 
В 2016 году на третьем ежегодном мероприятии «International Music Industry Awards», проводимом Shazam в рамках 12-й ежегодной программы «MUSEXPO» в Лос-Анджелесе, Скутер получил звание лучшего музыкального менеджера. 
В 2017 году Браун появился на обложках выпуска «Hitmakers» журнала «Variety» и выпуска «Gratitude» журнала «Success».
В 2018 году за свою благотворительную деятельность в 2017 году Браун был удостоен гуманитарной премии памяти Гарри Чапина на «Music Biz 2018».

## Благотворительность
Браун участвует в программах многих благотворительных организаций, включая «Braun Family Foundation». Многие исполнители, с которыми Браун подписал контракты, также занимаются благотворительностью. Кроме того, Браун оказывает активную поддержку организации «Pencils of Promise», которую основал его младший брат Адам. На создание организации «Pencils of Promise» (которая занимается строительством школ в развивающихся странах) младшего брата Брауна вдохновил мальчик из Индии, который на вопрос «Что тебе нужно?» ответил: «Карандаш». Браун и Бибер много работали в поддержку этой организации. Это помогло построить более 200 школ в Азии, Африке и Латинской Америке..
«Billboard» сообщает, что на 2017 год Скутер (вместе со своими клиентами и принадлежащими ему компаниями) исполнил через фонд «Make-A-Wish» больше желаний, чем любая другая организация за весь период существования фонда. В 2016 году в рамках «Billboard Touring Awards» Скутер Браун был удостоен гуманитарной премии за благотворительную поддержку организаций «Pencils of Promise», «Make-A-Wish Foundation» и «Fuck Cancer».
В 2017 году журнал «Billboard» назвал Скутера Брауна самым отзывчивым человеком в музыкальной индустрии, когда тот организовал и спродюсировал благотворительный концерт «One Love Manchester» и телемарафон «Hand in Hand: A Benefit for Hurricane Relief». Оба мероприятия состоялись с разницей всего в несколько месяцев.
В марте 2018 года Джордж Клуни и Браун со своей командой организовали Марш за наши жизни — студенческую демонстрацию в поддержку закона об ужесточении контроля за стрелковым оружием, которая прошла в Вашингтоне. Марш упоминается Vox как крупнейший за всю историю столицы в период после войны во Вьетнаме.